# 569. grenadirski polk (Wehrmacht)
569. grenadirski polk (izvirno nemško 569. Grenadier-Regiment; kratica 569. GR) je bil pehotni polk Heera v času druge svetovne vojne.

## Zgodovina
Polk je bil ustanovljen 19. februarja 1944 kot tretji polk 328. pehotne divizije. Uničen je bil 2. novembra istega leta.